# 克拉克斯维尔 (田纳西州)
克拉克斯维尔是美国田纳西州的一座城市，蒙哥马利县县治所在地，2006年人口113,175。该城是包括田纳西州蒙哥马利、田纳西州斯图尔特、肯塔基州克里斯琴和肯塔基州特里格四县的克拉克斯维尔-霍普金斯维尔都会区的中心城市。该城也是奥斯汀佩伊州立大学的所在地。
克拉克斯维尔市在1785年成立，以美国独立战争将领乔治·罗杰斯·克拉克的名字命名。